# 阿尔吉什提二世
阿尔吉什提二世 （Argishtish II，活动时期前7世纪上半叶）乌拉尔图国王。一种意见认为，他在前714年—前685年在位。
有关阿尔吉什提二世的情况，历史学家们知之甚少。据亚述方面的记载，在阿尔吉什提二世统治时代，乌拉尔图遭到了一次可怕的侵略。游牧民族辛梅里安人洗劫了这个国家，破坏极惨。
| 前任： 鲁萨一世 | 乌拉尔图国王 | 继任： 鲁萨二世 |